# 吉村友之進

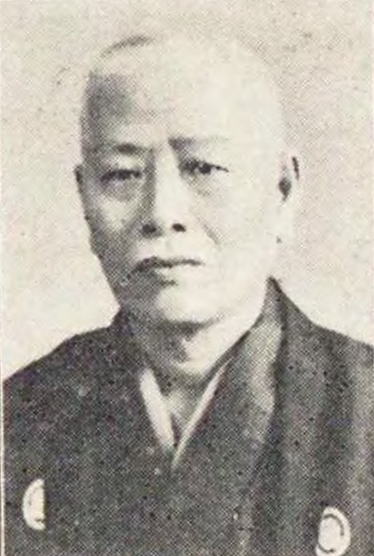
吉村友之進

吉村 友之進（よしむら とものしん、1873年（明治6年）2月24日 - 1951年（昭和26年）4月13日）は、明治から昭和時代前期の政治家、実業家。貴族院多額納税者議員。吉村角次郎の子。

## 経歴
地元の旧家で実業家・貴族院議員の吉村角次郎の長男として和歌山県那賀郡、のちの岩出村（岩出町を経て現岩出市）に生まれ、1891年（明治24年）東京法学院を卒業する。1902年（明治35年）5月、家督を相続する。農業を営む傍ら、家業の製糸業を継ぎ、吉村製糸社長、和歌山紡績取締役、南方酒造監査役などを歴任した。
1939年（昭和14年）和歌山県多額納税者として貴族院議員に互選され、同年9月29日から1947年（昭和22年）5月2日の貴族院廃止まで在任した。在任中は交友倶楽部に所属した。

## 親族
- 父：吉村角次郎（貴族院多額納税者議員）
- 弟：吉村幹三郎（海軍法務官）[7]
- 弟：吉村謙一郎（朝鮮郵船取締役）[5][8]
- 三女：貞子。三宅哲一郎の弟・三宅嘉種（新菱建設、辰村組常務）の妻。
- 親戚：佐々木静子[9]